# Interkontinentalni balistički projektili
Interkontinentalni balistički projektili (ili ICBM, što je engleska kratica od intercontinental ballistic missile). ICBM-om smatra se svaki projektil s dometom od preko 5,500 km. Oni su uglavnom konstruirani radi nošenja nuklearnog naoružanja, tj. nošenje jedne ili više nuklearnih bombi. Neki noviji ICBM-ovi čak su konstruirani za nošenje konvencionalne ili čak inertne (bez eksploziva) bojne glave. Oni se pouzdaju u veliku brzinu udara bojne glave kao sredstva za nanošenje velike štete. Zbog velikog dometa i snage bojnih glava u slučaju nuklearnog rata većinu štete bi napravili ICBM-ovi lansirani iz silosa ili s podmornica.

### Faze leta
Kod većine ICBM-ova let se odvija na sličan način.
- uzlijetanje - traje od 3 do 5 minuta (kraće za projektile na kruto gorivo, duže za one na tekuće); na kraju ove faze projektil se nalazi na visini od 150 do 400 km i kreće se brzinom od oko 7,000 m/s.
- let - traje oko 25 minuta - u njemu projektil izvodi podorbitalni let u eliptičnoj putanji. Apogej se nalazi otprilike na visini od 1,200 km, a veća os eliptične putanje je između 3,186 i 6.372 km. Time se postiže presijecanje putanje projektila s točkom na Zemlji koju projektil gađa. Prilikom ove faze projektil može izbaciti više bojnih glava, balona s metaliziranim premazom, ometače radara ili slične mamce.
- obrušavanje - zadnja faza leta koja traje oko 2 minute. U njoj se bojna glava obrušava na svoju metu brzinom od oko 4 km/s (kod prvih ICBM-ova je ta brzina bila manja od 1 km/s). Pritom bojna glava može manevrirati radi izbjegavanja i zbunjivanja obrane.

### Povijest
Prvi ICBM razvijan je u Njemačkoj krajem Drugog svjetskog rata. Von Braun je dobio zadatak da napravi raketu sposobnu za bombardiranje Sjeverne Amerike. Projekt je započet kao dvostupanjska raketa A9/A10 "Amerikarakete". Amerikarakete je trebala imati domet od oko 4.100 do 5.000 km i bojnu glavu od 1.000 kg. Nakon kraja rata, nacistički znanstvenici koji su radili na njemačkim raketa su tajno prevezeni u SAD i SSSR nakon čega su te države i same započele razvoj raketnog naoružanja.
Godine 1953. SSSR je započeo s incijativom za razvoj ICBM-a. Sergej Koroljov je postao glavni dizajner projektila i njegov rad urodio je plodom kada se 1957. pojavio projektil R-7. R-7 je prvi put testiran u kolovozu 1957., a 4. listopada te godine je iskorišten za lansiranje Sputnjika 1 u orbitu.
U SAD-u je svaki pojedini ogranak vojske razvijao svoj ICBM što je usporavalo njihov razvoj. SAD je svoj program razvoja ICBM-a započeo 1946. godine s raketom MX-774. Prvi je program otkazan 1948. nakon samo tri djelomično uspješna lansiranja. Tek je 1951. SAD započeo novi program razvoja ICBM-a koji je rezultirao projektilom Atlas. Prvo uspješno lansiranje ICBM-a SAD je izveo 17. prosinca 1957., 4 mjeseca nakon prvog leta R-7.
Nastavkom utrke u naoružanju ICBM-ovi su postajali sve točniji i imali su sve veći domet. Pojavili su se projektili koji su nosili više neovisnih nuklearnih bomba. Svaka od tih bombi može pogoditi zaseban cilj udaljen i nekoliko stotina kilometara. 
U želji da si osiguraju oružje "drugog udara", u slučaju da u prvom nuklearnom napadu budu uništeni silosi s raketama na kopnu, SSSR i SAD razvile su podmornice koje su bile sposobne nositi ICBM-ove. Podmornice su mogle skrivene pričekati kraj prvog napada i onda lansirati svoje projektile na neprijateljske gradove. Primjer su sovjetska klasa Typhoon s 20 projektila R-39 i američka Ohio s 24 projektila Trident II.
ICBM-ovi i danas, nakon kraj Hladnog rata, imaju važnu ulogu u demonstraciji moći te se oni redovito unaprijeđuju radi izbjegavanja sve naprednijih sustava protuobrane.

### Moderni ICBM-ovi
Moderni ICBM-ovi nose uglavnom više bojnih glava (MIRV) što omogućuje jednom projektilu da pogodi više meta. MIRV se pojavio kao odgovor na razvoj antibalističkih projektila. 
ICBM-ovi danas mogu biti postavljeni na sljedeći način:
- U silosu koji pruža određenu zaštitu od napada.
- Na podmornicama: tada su ICBM-ovi poznati kao SLBM (submarine launched ballistic missiles). Oni pružaju gotovo jednak domet i nosivost kao kopneni ICBM-ovi.
- Na pokretnim lansirnim rampama: koncept koji je primijenjen kod ICBM-a Topol-M. Prednost pokretnih rampi je njihovo teže uništavanje.
- Mobilne lansirne rampe na željezničkim prugama, primjer za to je ICBM RT-23 Molodets.

### Aktivni i neaktivni projektili

#### SAD
- Atlas
- Titan I
- Titan II
- Minuteman I
- Minuteman II
- Minuteman III
- LGM-118A Peacekeeper
- Midgetman
- Polaris
- Poseidon
- Trident

#### SSSR/Rusija
- MR-UR-100
- R-7
- R-9
- R-16
- R-36
- R-32M2
- RS-24
- RSM-52/3M20
- RT-23
- Topol
- RT-2UTTKh
- UR-100
- UR-100N

#### Kina
- DF-5
- DF-31 CSS-9
- DF-31A CSS-9

#### Francuska
- M4
- M45
- M51.1
- M51.2

#### Indija
- Agni-V